# (2999) Dante
(2999) Dante (1981 CY; 1978 GT4; 1978 JT) ist ein ungefähr sieben Kilometer großer Asteroid des inneren Hauptgürtels, der am 6. Februar 1981 vom US-amerikanischen Astronomen Norman G. Thomas am Lowell-Observatorium, Anderson Mesa Station (Anderson Mesa) in der Nähe von Flagstaff, Arizona (IAU-Code 688) entdeckt wurde. Er gehört zur Baptistina-Familie, einer Gruppe von Asteroiden, die nach (298) Baptistina benannt ist.

## Benennung
(2999) Dante wurde am 29. September 1985 nach dem bekannten Dichter und Philosophen Dante Alighieri (1265–1321) aus der Republik Florenz benannt. Er gilt als der bekannteste Schriftsteller aus der Gegend des heutigen Italiens. Der Mondkrater Dante ist ebenfalls nach ihm benannt.